# Sayeda Rashida Begum
Sayeda Rashida Begum é uma política da Liga Awami de Bangladesh e membro do Parlamento de Bangladesh num assento reservado.

## Carreira
Begum foi eleita para o parlamento para um assento reservado como candidata da Liga Awami de Bangladesh em 2019. Ela é membro da Comissão Parlamentar Permanente do Ministério de Assuntos da Mulher e da Criança.